# Tape Head
Tape Head è un album in studio del gruppo musicale statunitense King's X, pubblicato nel 1998 dalla Metal Blade.

## Tracce
1. Groove Machine – 3:42
2. Fade – 3:24
3. Over and Over – 3:23
4. Ono – 3:55
5. Cupid – 4:14
6. Ocean – 3:08
7. Little Bit of Soul – 4:13
8. Hate You – 3:01
9. Higher Than God – 3:00
10. Happy – 5:38
11. Mr. Evil – 3:45
12. World – 3:36
13. Walter Bela Farkas (Live Peace in New York) – 2:32

## Formazione

### Gruppo
- Doug Pinnick – voce, basso
- Ty Tabor – voce, chitarra
- Jerry Gaskill – voce, batteria